# Emir Spahić
Emir Spahić (Ragusa, 18 agosto 1980) è un ex calciatore bosniaco, di ruolo difensore.

## Biografia
È il cugino di Edin Džeko.
È iscritto presso l'Università di Sarajevo, laureandosi in sport ed educazione fisica.
Spahić è poliglotta, essendo in grado di parlare sei lingue: bosniaco, inglese, spagnolo, francese, tedesco e russo.

## Caratteristiche tecniche
È un difensore centrale forte fisicamente e molto aggressivo, dotato di buona personalità, ambidestro, abile nel verticalizzare dalla retroguardia, ma soprattutto si dimostrava caparbio negli inserimenti su palla inattiva.

## Carriera

### Club
Calcisticamente cresciuto nelle giovanili del NK Zagabria, è rimasto in Croazia dal 1998 al 2004. Ha giocato successivamente nel campionato russo per sette anni, militando per diverse squadre, tra cui Šinnik, Torpedo Mosca e Lokomotiv Mosca.
 Il 24 giugno 2009 passa ai francesi del Montpellier, con cui disputa 57 partite in due stagioni, realizzando anche tre gol.
Il 4 luglio 2011 viene acquistato dal Siviglia, con cui firma un contratto triennale. Dopo aver militato un anno e mezzo nella Liga, il 26 febbraio 2013 fa nuovamente ritorno in Russia, venendo girato in prestito all'Anži, che però a fine stagione decide di non esercitare il diritto di riscatto.
Il 28 giugno 2013 approda in Bundesliga, passando ufficialmente al Bayer Leverkusen. Il 7 novembre 2014 rinnova per altri due anni il suo contratto con le Aspirine. L'8 aprile 2015, dopo l'eliminazione ai rigori in DFB-Pokal per mano del Bayern Monaco, inveisce contro uno steward a bordo campo, attaccandolo e ferendolo al volto. Il 13 aprile il Bayer Leverkusen decide di rescindere il suo contratto per motivi disciplinari.
Il 5 luglio 2015 viene acquistato dall'Amburgo dove firma un contratto di durata annuale. Il 29 maggio 2016 rinnova per un'altra stagione.
Il 3 gennaio 2017 rescinde il suo contratto con il club tedesco.
Il 26 marzo riceve dalla FSBiH, insieme ai connazionali Begović, Cocalić, Džeko, Ibišević, Lulić e Višća, il diploma di allenatore UEFA-B per le giovanili.

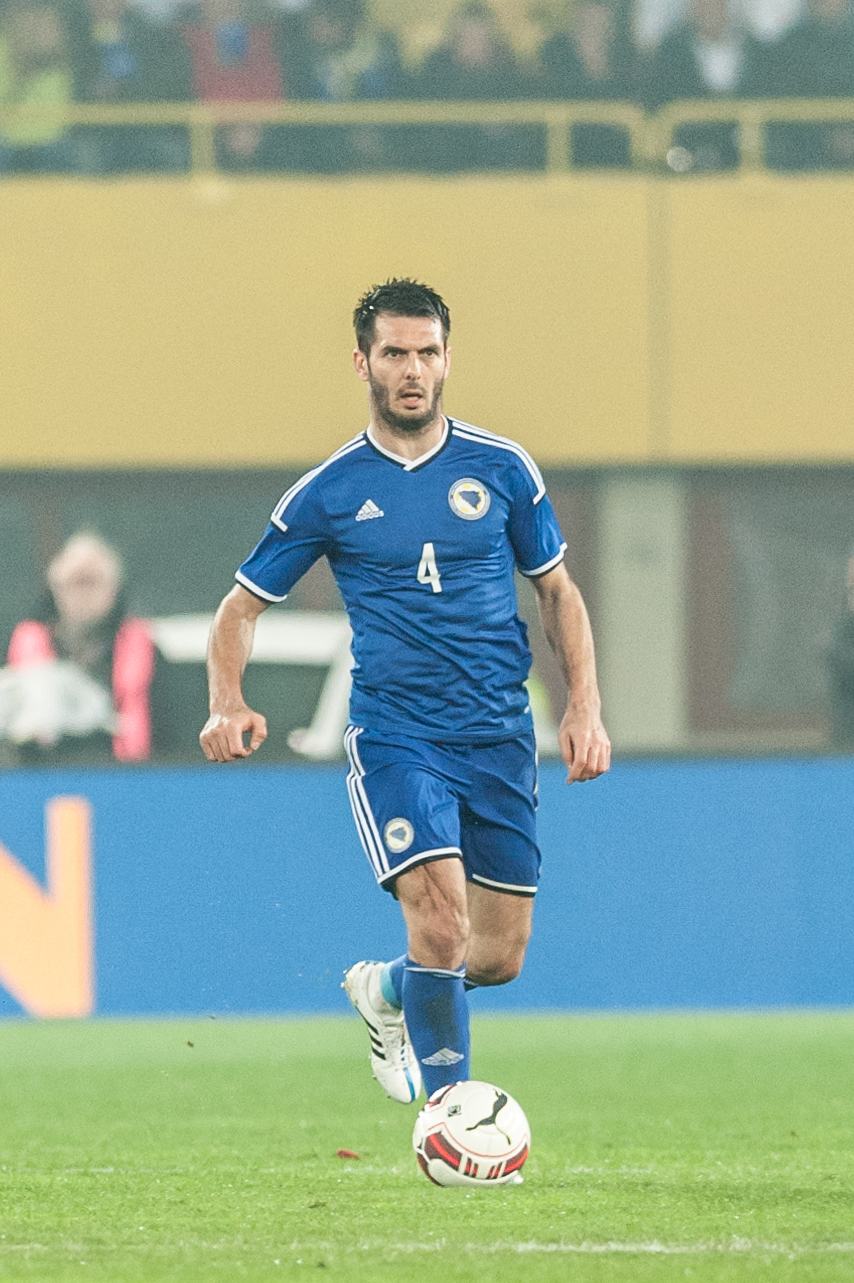
Spahic in azione con la maglia della nazionale bosniaca nel 2015.

### Nazionale
Ha debuttato con la Bosnia ed Erzegovina il 7 giugno 2003 in una partita valida per le qualificazioni a Euro 2004, contro la Romania, diventando nel tempo uno dei leader della sua nazionale.
Ha disputato il Mondiale 2014 con la propria nazionale, giocando tutte le partite da capitano, nel girone della rassegna iridata. Successivamente si è ritirato, ma pochi mesi più tardi ha cambiato idea, grazie anche al commissario tecnico Safet Sušić. Tuttavia però la fascia da capitano è passata definitivamente a suo cugino Edin Džeko.
Il 6 settembre 2016 realizza una doppietta, segnando due reti entrambe di testa contro l'Estonia in una partita valida per le qualificazioni ai Mondiali 2018.
Il 28 maggio 2018 gioca la sua ultima gara in nazionale, disputando una ventina di minuti nella sfida amichevole contro il Montenegro, assieme ai suoi compagni Vedad Ibišević e Zvjezdan Misimović.

## Statistiche

### Presenze e reti nei club
Tra club, nazionale maggiore e nazionali giovanili, Spahić ha totalizzato globalmente 530 partite segnando 26 gol.
Statistiche aggiornate al 28 maggio 2018.
| Stagione                | Squadra                 | Campionato              | Campionato | Campionato | Coppe nazionali | Coppe nazionali | Coppe nazionali | Coppe continentali | Coppe continentali | Coppe continentali | Altre coppe | Altre coppe | Altre coppe | Totale | Totale |
| Stagione                | Squadra                 | Comp                    | Pres       | Reti       | Comp            | Pres            | Reti            | Comp               | Pres               | Reti               | Comp        | Pres        | Reti        | Pres   | Reti   |
| ----------------------- | ----------------------- | ----------------------- | ---------- | ---------- | --------------- | --------------- | --------------- | ------------------ | ------------------ | ------------------ | ----------- | ----------- | ----------- | ------ | ------ |
| 1998-1999               | Čelik Zenica            | PL                      | 19         | 1          | CBE             | 0               | 0               | -                  | -                  | -                  | -           | -           | -           | 19     | 1      |
| 1999-2000               | GOŠK Dubrovnik          | Treća HNL               | 10         | 0          | -               | -               | -               | -                  | -                  | -                  | -           | -           | -           | 10     | 0      |
| 2000-2001               | GOŠK Dubrovnik          | Treća HNL               | 12         | 0          | -               | -               | -               | -                  | -                  | -                  | -           | -           | -           | 12     | 0      |
| Totale GOŠK Dubrovnik   | Totale GOŠK Dubrovnik   | Totale GOŠK Dubrovnik   | 22         | 0          |                 | -               | -               |                    | -                  | -                  |             | -           | -           | 22     | 0      |
| 2001-2002               | NK Zagabria             | HNL1                    | 10         | 0          | HK              | 0               | 0               | -                  | -                  | -                  | -           | -           | -           | 10     | 0      |
| 2002-2003               | NK Zagabria             | HNL1                    | 12         | 1          | HK              | 0               | 0               | -                  | -                  | -                  | -           | -           | -           | 12     | 1      |
| 2004-2005               | NK Zagabria             | HNL1                    | 16         | 1          | HK              | 0               | 0               | -                  | -                  | -                  | -           | -           | -           | 16     | 1      |
| Totale NK Zagabria      | Totale NK Zagabria      | Totale NK Zagabria      | 38         | 2          |                 | 0               | 0               |                    | -                  | -                  |             | -           | -           | 38     | 2      |
| 2004                    | Šinnik                  | PL                      | 26         | 6          | KR              | 0               | 0               | I                  | 1                  | 0                  | -           | -           | -           | 27     | 6      |
| 2005                    | Torpedo Mosca           | PL                      | 15         | 0          | KR              | 2               | 0               | -                  | -                  | -                  | -           | -           | -           | 17     | 0      |
| 2006                    | Lokomotiv Mosca         | PL                      | 21         | 0          | KR              | 0               | 0               | CU                 | 2                  | 0                  | -           | -           | -           | 23     | 0      |
| 2007                    | Lokomotiv Mosca         | PL                      | 23         | 3          | KR              | 0               | 0               | CU                 | 1                  | 0                  | -           | -           | -           | 24     | 3      |
| 2008                    | Lokomotiv Mosca         | PL                      | 19         | 0          | KR              | 0               | 0               | CU                 | 4                  | 0                  | -           | -           | -           | 23     | 0      |
| 2009                    | Lokomotiv Mosca         | PL                      | 0          | 0          | KR              | 0               | 0               | -                  | -                  | -                  | -           | -           | -           | 0      | 0      |
| Totale Lokomotiv Mosca  | Totale Lokomotiv Mosca  | Totale Lokomotiv Mosca  | 63         | 3          |                 | 0               | 0               |                    | 7                  | 0                  |             | -           | -           | 70     | 3      |
| 2009-2010               | Montpellier             | L1                      | 34         | 2          | CdF+CdL         | 0+0             | 0               | -                  | -                  | -                  | -           | -           | -           | 34     | 2      |
| 2010-2011               | Montpellier             | L1                      | 23         | 1          | CdF+CdL         | 0+1             | 0               | UEL                | 2                  | 0                  | -           | -           | -           | 26     | 1      |
| Totale Montpellier      | Totale Montpellier      | Totale Montpellier      | 57         | 3          |                 | 1               | 0               |                    | 2                  | 0                  |             | -           | -           | 60     | 3      |
| 2011-2012               | Siviglia                | PD                      | 22         | 0          | CR              | 2               | 0               | UEL                | 1                  | 0                  | -           | -           | -           | 25     | 0      |
| 2012-feb. 2013          | Siviglia                | PD                      | 22         | 1          | CR              | 3               | 0               | UEL                | -                  | -                  | -           | -           | -           | 25     | 1      |
| Totale Siviglia         | Totale Siviglia         | Totale Siviglia         | 44         | 1          |                 | 5               | 0               |                    | 1                  | 0                  |             | -           | -           | 50     | 1      |
| feb.-giu. 2013          | Anži                    | PL                      | 7          | 1          | KR              | 2               | 0               | UEL                | -                  | -                  | -           | -           | -           | 9      | 1      |
| 2013-2014               | Bayer Leverkusen        | BL                      | 27         | 2          | CG              | 2               | 0               | UCL                | 6                  | 0                  | -           | -           | -           | 35     | 2      |
| 2014-2015               | Bayer Leverkusen        | BL                      | 22         | 1          | CG              | 4               | 0               | UCL                | 8                  | 0                  | -           | -           | -           | 36     | 1      |
| Totale Bayer Leverkusen | Totale Bayer Leverkusen | Totale Bayer Leverkusen | 49         | 3          |                 | 6               | 0               |                    | 16                 | 0                  |             | -           | -           | 71     | 3      |
| 2015-2016               | Amburgo                 | BL                      | 26         | 0          | CG              | 1               | 0               | -                  | -                  | -                  | -           | -           | -           | 27     | 0      |
| 2016-2017               | Amburgo                 | BL                      | 11         | 0          | CG              | 0               | 0               | -                  | -                  | -                  | -           | -           | -           | 11     | 0      |
| Totale Amburgo          | Totale Amburgo          | Totale Amburgo          | 37         | 0          |                 | 1               | 0               |                    | -                  | -                  |             | -           | -           | 38     | 0      |
| Totale carriera         | Totale carriera         | Totale carriera         | 377        | 20         |                 | 17              | 0               |                    | 27                 | 0                  |             | -           | -           | 421    | 20     |

### Cronologia presenze e reti in nazionale
| Cronologia completa delle presenze e delle reti in nazionale ― Bosnia ed Erzegovina | Cronologia completa delle presenze e delle reti in nazionale ― Bosnia ed Erzegovina | Cronologia completa delle presenze e delle reti in nazionale ― Bosnia ed Erzegovina | Cronologia completa delle presenze e delle reti in nazionale ― Bosnia ed Erzegovina | Cronologia completa delle presenze e delle reti in nazionale ― Bosnia ed Erzegovina | Cronologia completa delle presenze e delle reti in nazionale ― Bosnia ed Erzegovina | Cronologia completa delle presenze e delle reti in nazionale ― Bosnia ed Erzegovina | Cronologia completa delle presenze e delle reti in nazionale ― Bosnia ed Erzegovina |
| Data                                                                                | Città                                                                               | In casa                                                                             | Risultato                                                                           | Ospiti                                                                              | Competizione                                                                        | Reti                                                                                | Note                                                                                |
| ----------------------------------------------------------------------------------- | ----------------------------------------------------------------------------------- | ----------------------------------------------------------------------------------- | ----------------------------------------------------------------------------------- | ----------------------------------------------------------------------------------- | ----------------------------------------------------------------------------------- | ----------------------------------------------------------------------------------- | ----------------------------------------------------------------------------------- |
| 7-6-2003                                                                            | Craiova                                                                             | Romania                                                                             | 2 – 0                                                                               | Bosnia ed Erzegovina                                                                | Qual. Euro 2004                                                                     | -                                                                                   | 71’                                                                                 |
| 6-9-2003                                                                            | Zenica                                                                              | Bosnia ed Erzegovina                                                                | 1 – 0                                                                               | Norvegia                                                                            | Qual. Euro 2004                                                                     | -                                                                                   |                                                                                     |
| 10-9-2003                                                                           | Lussemburgo                                                                         | Lussemburgo                                                                         | 0 – 1                                                                               | Bosnia ed Erzegovina                                                                | Qual. Euro 2004                                                                     | -                                                                                   |                                                                                     |
| 11-10-2003                                                                          | Sarajevo                                                                            | Bosnia ed Erzegovina                                                                | 1 – 1                                                                               | Danimarca                                                                           | Qual. Euro 2004                                                                     | -                                                                                   | 27’ 46’                                                                             |
| 28-4-2004                                                                           | Zenica                                                                              | Bosnia ed Erzegovina                                                                | 1 – 0                                                                               | Finlandia                                                                           | Amichevole                                                                          | -                                                                                   | 79’                                                                                 |
| 18-8-2004                                                                           | Rennes                                                                              | Francia                                                                             | 1 – 1                                                                               | Bosnia ed Erzegovina                                                                | Amichevole                                                                          | -                                                                                   | 46’                                                                                 |
| 8-9-2004                                                                            | Zenica                                                                              | Bosnia ed Erzegovina                                                                | 1 – 1                                                                               | Spagna                                                                              | Qual. Mondiali 2006                                                                 | -                                                                                   |                                                                                     |
| 9-10-2004                                                                           | Sarajevo                                                                            | Bosnia ed Erzegovina                                                                | 0 – 0                                                                               | Serbia e Montenegro                                                                 | Qual. Mondiali 2006                                                                 | -                                                                                   |                                                                                     |
| 2-2-2005                                                                            | Teheran                                                                             | Iran                                                                                | 2 – 1                                                                               | Bosnia ed Erzegovina                                                                | Amichevole                                                                          | -                                                                                   | 4’                                                                                  |
| 26-3-2005                                                                           | Bruxelles                                                                           | Belgio                                                                              | 4 – 1                                                                               | Bosnia ed Erzegovina                                                                | Qual. Mondiali 2006                                                                 | -                                                                                   | 28’                                                                                 |
| 30-3-2005                                                                           | Sarajevo                                                                            | Bosnia ed Erzegovina                                                                | 1 – 1                                                                               | Lituania                                                                            | Qual. Mondiali 2006                                                                 | -                                                                                   | 39’                                                                                 |
| 8-6-2005                                                                            | Valencia                                                                            | Spagna                                                                              | 1 – 1                                                                               | Bosnia ed Erzegovina                                                                | Qual. Mondiali 2006                                                                 | -                                                                                   | 76’                                                                                 |
| 17-8-2005                                                                           | Tallinn                                                                             | Estonia                                                                             | 1 – 0                                                                               | Bosnia ed Erzegovina                                                                | Amichevole                                                                          | -                                                                                   |                                                                                     |
| 3-9-2005                                                                            | Zenica                                                                              | Bosnia ed Erzegovina                                                                | 1 – 0                                                                               | Belgio                                                                              | Qual. Mondiali 2006                                                                 | -                                                                                   | 61’                                                                                 |
| 8-10-2005                                                                           | Zenica                                                                              | Bosnia ed Erzegovina                                                                | 3 – 0                                                                               | San Marino                                                                          | Qual. Mondiali 2006                                                                 | -                                                                                   |                                                                                     |
| 12-10-2005                                                                          | Belgrado                                                                            | Serbia e Montenegro                                                                 | 1 – 0                                                                               | Bosnia ed Erzegovina                                                                | Qual. Mondiali 2006                                                                 | -                                                                                   |                                                                                     |
| 28-2-2006                                                                           | Dortmund                                                                            | Bosnia ed Erzegovina                                                                | 2 – 2                                                                               | Giappone                                                                            | Amichevole                                                                          | 1                                                                                   |                                                                                     |
| 16-8-2006                                                                           | Sarajevo                                                                            | Bosnia ed Erzegovina                                                                | 1 – 2                                                                               | Francia                                                                             | Amichevole                                                                          | -                                                                                   | 5’ 34’                                                                              |
| 2-9-2006                                                                            | Ta' Qali                                                                            | Malta                                                                               | 2 – 5                                                                               | Bosnia ed Erzegovina                                                                | Qual. Euro 2008                                                                     | -                                                                                   | 87’                                                                                 |
| 6-9-2006                                                                            | Zenica                                                                              | Bosnia ed Erzegovina                                                                | 1 – 3                                                                               | Ungheria                                                                            | Qual. Euro 2008                                                                     | -                                                                                   | 34’, 38’                                                                            |
| 11-10-2006                                                                          | Zenica                                                                              | Bosnia ed Erzegovina                                                                | 0 – 4                                                                               | Grecia                                                                              | Qual. Euro 2008                                                                     | -                                                                                   | 40’                                                                                 |
| 30-1-2008                                                                           | Tokyo                                                                               | Giappone                                                                            | 3 – 0                                                                               | Bosnia ed Erzegovina                                                                | Amichevole                                                                          | -                                                                                   | 33’                                                                                 |
| 26-3-2008                                                                           | Zenica                                                                              | Bosnia ed Erzegovina                                                                | 2 – 2                                                                               | Macedonia                                                                           | Amichevole                                                                          | -                                                                                   |                                                                                     |
| 20-8-2008                                                                           | Zenica                                                                              | Bosnia ed Erzegovina                                                                | 1 – 2                                                                               | Bulgaria                                                                            | Amichevole                                                                          | -                                                                                   | 60’                                                                                 |
| 10-9-2008                                                                           | Zenica                                                                              | Bosnia ed Erzegovina                                                                | 7 – 0                                                                               | Estonia                                                                             | Qual. Mondiali 2010                                                                 | -                                                                                   |                                                                                     |
| 11-10-2008                                                                          | Istanbul                                                                            | Turchia                                                                             | 2 – 1                                                                               | Bosnia ed Erzegovina                                                                | Qual. Mondiali 2010                                                                 | -                                                                                   |                                                                                     |
| 15-10-2008                                                                          | Zenica                                                                              | Bosnia ed Erzegovina                                                                | 4 – 1                                                                               | Armenia                                                                             | Qual. Mondiali 2010                                                                 | 1                                                                                   | 32’ 68’                                                                             |
| 28-3-2009                                                                           | Bruxelles                                                                           | Belgio                                                                              | 2 – 4                                                                               | Bosnia ed Erzegovina                                                                | Qual. Mondiali 2010                                                                 | -                                                                                   | 60’                                                                                 |
| 1-4-2009                                                                            | Zenica                                                                              | Bosnia ed Erzegovina                                                                | 2 – 1                                                                               | Belgio                                                                              | Qual. Mondiali 2010                                                                 | -                                                                                   |                                                                                     |
| 1-6-2009                                                                            | Tashkent                                                                            | Uzbekistan                                                                          | 0 – 0                                                                               | Bosnia ed Erzegovina                                                                | Amichevole                                                                          | -                                                                                   | 46’                                                                                 |
| 9-6-2009                                                                            | Cannes                                                                              | Oman                                                                                | 1 – 2                                                                               | Bosnia ed Erzegovina                                                                | Amichevole                                                                          | -                                                                                   |                                                                                     |
| 12-8-2009                                                                           | Sarajevo                                                                            | Bosnia ed Erzegovina                                                                | 2 – 3                                                                               | Iran                                                                                | Amichevole                                                                          | -                                                                                   | 44’ 77’                                                                             |
| 5-9-2009                                                                            | Erevan                                                                              | Armenia                                                                             | 0 – 2                                                                               | Bosnia ed Erzegovina                                                                | Qual. Mondiali 2010                                                                 | -                                                                                   |                                                                                     |
| 9-9-2009                                                                            | Zenica                                                                              | Bosnia ed Erzegovina                                                                | 1 – 1                                                                               | Turchia                                                                             | Qual. Mondiali 2010                                                                 | -                                                                                   |                                                                                     |
| 10-10-2009                                                                          | Tallinn                                                                             | Estonia                                                                             | 0 – 2                                                                               | Bosnia ed Erzegovina                                                                | Qual. Mondiali 2010                                                                 | -                                                                                   |                                                                                     |
| 14-10-2009                                                                          | Zenica                                                                              | Bosnia ed Erzegovina                                                                | 2 – 5                                                                               | Spagna                                                                              | Qual. Mondiali 2010                                                                 | -                                                                                   |                                                                                     |
| 14-11-2009                                                                          | Lisbona                                                                             | Portogallo                                                                          | 1 – 0                                                                               | Bosnia ed Erzegovina                                                                | Qual. Mondiali 2010                                                                 | -                                                                                   | 71’                                                                                 |
| 3-3-2010                                                                            | Sarajevo                                                                            | Bosnia ed Erzegovina                                                                | 2 – 1                                                                               | Ghana                                                                               | Amichevole                                                                          | -                                                                                   |                                                                                     |
| 29-5-2010                                                                           | Solna                                                                               | Svezia                                                                              | 4 – 2                                                                               | Bosnia ed Erzegovina                                                                | Amichevole                                                                          | -                                                                                   | 67’                                                                                 |
| 3-6-2010                                                                            | Francoforte                                                                         | Germania                                                                            | 3 – 1                                                                               | Bosnia ed Erzegovina                                                                | Amichevole                                                                          | -                                                                                   | 85’                                                                                 |
| 10-8-2010                                                                           | Sarajevo                                                                            | Bosnia ed Erzegovina                                                                | 1 – 1                                                                               | Qatar                                                                               | Amichevole                                                                          | -                                                                                   |                                                                                     |
| 3-9-2010                                                                            | Lussemburgo                                                                         | Lussemburgo                                                                         | 0 – 3                                                                               | Bosnia ed Erzegovina                                                                | Qual. Euro 2012                                                                     | -                                                                                   |                                                                                     |
| 7-9-2010                                                                            | Sarajevo                                                                            | Bosnia ed Erzegovina                                                                | 0 – 2                                                                               | Francia                                                                             | Qual. Euro 2012                                                                     | -                                                                                   |                                                                                     |
| 8-10-2010                                                                           | Tirana                                                                              | Albania                                                                             | 1 – 1                                                                               | Bosnia ed Erzegovina                                                                | Qual. Euro 2012                                                                     | -                                                                                   | 53’                                                                                 |
| 17-11-2010                                                                          | Bratislava                                                                          | Slovacchia                                                                          | 2 – 3                                                                               | Bosnia ed Erzegovina                                                                | Amichevole                                                                          | -                                                                                   |                                                                                     |
| 9-2-2011                                                                            | Atlanta                                                                             | Messico                                                                             | 2 – 0                                                                               | Bosnia ed Erzegovina                                                                | Amichevole                                                                          | -                                                                                   |                                                                                     |
| 26-3-2011                                                                           | Zenica                                                                              | Bosnia ed Erzegovina                                                                | 2 – 1                                                                               | Romania                                                                             | Qual. Euro 2012                                                                     | -                                                                                   |                                                                                     |
| 3-6-2011                                                                            | Bucarest                                                                            | Romania                                                                             | 3 – 0                                                                               | Bosnia ed Erzegovina                                                                | Qual. Euro 2012                                                                     | -                                                                                   |                                                                                     |
| 7-6-2011                                                                            | Zenica                                                                              | Bosnia ed Erzegovina                                                                | 2 – 0                                                                               | Albania                                                                             | Qual. Euro 2012                                                                     | -                                                                                   |                                                                                     |
| 10-8-2011                                                                           | Sarajevo                                                                            | Bosnia ed Erzegovina                                                                | 0 – 0                                                                               | Grecia                                                                              | Amichevole                                                                          | -                                                                                   |                                                                                     |
| 2-9-2011                                                                            | Minsk                                                                               | Bielorussia                                                                         | 0 – 2                                                                               | Bosnia ed Erzegovina                                                                | Qual. Euro 2012                                                                     | -                                                                                   | 34’                                                                                 |
| 7-10-2011                                                                           | Zenica                                                                              | Bosnia ed Erzegovina                                                                | 5 – 0                                                                               | Lussemburgo                                                                         | Qual. Euro 2012                                                                     | -                                                                                   |                                                                                     |
| 11-10-2011                                                                          | Saint-Denis                                                                         | Francia                                                                             | 1 – 1                                                                               | Bosnia ed Erzegovina                                                                | Qual. Euro 2012                                                                     | -                                                                                   |                                                                                     |
| 11-11-2011                                                                          | Zenica                                                                              | Bosnia ed Erzegovina                                                                | 0 – 0                                                                               | Portogallo                                                                          | Qual. Euro 2012                                                                     | -                                                                                   |                                                                                     |
| 15-11-2011                                                                          | Lisbona                                                                             | Portogallo                                                                          | 6 – 2                                                                               | Bosnia ed Erzegovina                                                                | Qual. Euro 2012                                                                     | 1                                                                                   | 22’                                                                                 |
| 28-2-2012                                                                           | San Gallo                                                                           | Bosnia ed Erzegovina                                                                | 1 – 2                                                                               | Brasile                                                                             | Amichevole                                                                          | -                                                                                   |                                                                                     |
| 15-8-2012                                                                           | Llanelli                                                                            | Galles                                                                              | 0 – 2                                                                               | Bosnia ed Erzegovina                                                                | Amichevole                                                                          | -                                                                                   |                                                                                     |
| 7-9-2012                                                                            | Vaduz                                                                               | Liechtenstein                                                                       | 1 – 8                                                                               | Bosnia ed Erzegovina                                                                | Qual. Mondiali 2014                                                                 | -                                                                                   |                                                                                     |
| 11-9-2012                                                                           | Zenica                                                                              | Bosnia ed Erzegovina                                                                | 4 – 1                                                                               | Lettonia                                                                            | Qual. Mondiali 2014                                                                 | -                                                                                   |                                                                                     |
| 12-10-2012                                                                          | Atene                                                                               | Grecia                                                                              | 0 – 0                                                                               | Bosnia ed Erzegovina                                                                | Qual. Mondiali 2014                                                                 | -                                                                                   |                                                                                     |
| 16-10-2012                                                                          | Zenica                                                                              | Bosnia ed Erzegovina                                                                | 3 – 0                                                                               | Lituania                                                                            | Qual. Mondiali 2014                                                                 | -                                                                                   |                                                                                     |
| 14-11-2012                                                                          | Algeri                                                                              | Algeria                                                                             | 0 – 1                                                                               | Bosnia ed Erzegovina                                                                | Amichevole                                                                          | -                                                                                   |                                                                                     |
| 6-2-2013                                                                            | Capodistria                                                                         | Slovenia                                                                            | 0 – 3                                                                               | Bosnia ed Erzegovina                                                                | Amichevole                                                                          | -                                                                                   | 60’                                                                                 |
| 22-3-2013                                                                           | Zenica                                                                              | Bosnia ed Erzegovina                                                                | 3 – 1                                                                               | Grecia                                                                              | Qual. Mondiali 2014                                                                 | -                                                                                   |                                                                                     |
| 7-6-2013                                                                            | Riga                                                                                | Lettonia                                                                            | 0 – 5                                                                               | Bosnia ed Erzegovina                                                                | Qual. Mondiali 2014                                                                 | -                                                                                   |                                                                                     |
| 14-8-2013                                                                           | Sarajevo                                                                            | Bosnia ed Erzegovina                                                                | 3 – 4                                                                               | Stati Uniti                                                                         | Amichevole                                                                          | -                                                                                   | 27’ 46’                                                                             |
| 6-9-2013                                                                            | Zenica                                                                              | Bosnia ed Erzegovina                                                                | 0 – 1                                                                               | Slovacchia                                                                          | Qual. Mondiali 2014                                                                 | -                                                                                   |                                                                                     |
| 10-9-2013                                                                           | Žilina                                                                              | Slovacchia                                                                          | 1 – 2                                                                               | Bosnia ed Erzegovina                                                                | Qual. Mondiali 2014                                                                 | -                                                                                   |                                                                                     |
| 11-10-2013                                                                          | Zenica                                                                              | Bosnia ed Erzegovina                                                                | 4 – 1                                                                               | Liechtenstein                                                                       | Qual. Mondiali 2014                                                                 | -                                                                                   |                                                                                     |
| 15-10-2013                                                                          | Kaunas                                                                              | Lituania                                                                            | 0 – 1                                                                               | Bosnia ed Erzegovina                                                                | Qual. Mondiali 2014                                                                 | -                                                                                   |                                                                                     |
| 18-11-2013                                                                          | Saint Louis                                                                         | Argentina                                                                           | 2 – 0                                                                               | Bosnia ed Erzegovina                                                                | Amichevole                                                                          | -                                                                                   |                                                                                     |
| 5-3-2014                                                                            | Innsbruck                                                                           | Bosnia ed Erzegovina                                                                | 0 – 2                                                                               | Egitto                                                                              | Amichevole                                                                          | -                                                                                   |                                                                                     |
| 30-5-2014                                                                           | Saint Louis                                                                         | Bosnia ed Erzegovina                                                                | 2 – 1                                                                               | Costa d'Avorio                                                                      | Amichevole                                                                          | -                                                                                   | 83’                                                                                 |
| 3-6-2014                                                                            | Chicago                                                                             | Messico                                                                             | 0 – 1                                                                               | Bosnia ed Erzegovina                                                                | Amichevole                                                                          | -                                                                                   |                                                                                     |
| 15-6-2014                                                                           | Rio de Janeiro                                                                      | Argentina                                                                           | 2 – 1                                                                               | Bosnia ed Erzegovina                                                                | Mondiali 2014 - 1º turno                                                            | -                                                                                   | 63’                                                                                 |
| 21-6-2014                                                                           | Cuiabá                                                                              | Nigeria                                                                             | 1 – 0                                                                               | Bosnia ed Erzegovina                                                                | Mondiali 2014 - 1º turno                                                            | -                                                                                   |                                                                                     |
| 25-6-2014                                                                           | Salvador                                                                            | Bosnia ed Erzegovina                                                                | 3 – 1                                                                               | Iran                                                                                | Mondiali 2014 - 1º turno                                                            | -                                                                                   |                                                                                     |
| 16-11-2014                                                                          | Haifa                                                                               | Israele                                                                             | 3 – 0                                                                               | Bosnia ed Erzegovina                                                                | Qual. Euro 2016                                                                     | -                                                                                   | 87’                                                                                 |
| 28-3-2015                                                                           | Andorra la Vella                                                                    | Andorra                                                                             | 0 – 3                                                                               | Bosnia ed Erzegovina                                                                | Qual. Euro 2016                                                                     | -                                                                                   |                                                                                     |
| 31-3-2015                                                                           | Vienna                                                                              | Austria                                                                             | 1 – 1                                                                               | Bosnia ed Erzegovina                                                                | Amichevole                                                                          | -                                                                                   | 40’ 46’                                                                             |
| 12-6-2015                                                                           | Zenica                                                                              | Bosnia ed Erzegovina                                                                | 3 – 1                                                                               | Israele                                                                             | Qual. Euro 2016                                                                     | -                                                                                   |                                                                                     |
| 3-9-2015                                                                            | Bruxelles                                                                           | Belgio                                                                              | 3 – 1                                                                               | Bosnia ed Erzegovina                                                                | Qual. Euro 2016                                                                     | -                                                                                   | 56’                                                                                 |
| 6-9-2015                                                                            | Zenica                                                                              | Bosnia ed Erzegovina                                                                | 3 – 0                                                                               | Andorra                                                                             | Qual. Euro 2016                                                                     | -                                                                                   |                                                                                     |
| 10-10-2015                                                                          | Zenica                                                                              | Bosnia ed Erzegovina                                                                | 2 – 0                                                                               | Galles                                                                              | Qual. Euro 2016                                                                     | -                                                                                   | 42’ 46’                                                                             |
| 13-10-2015                                                                          | Nicosia                                                                             | Cipro                                                                               | 2 – 3                                                                               | Bosnia ed Erzegovina                                                                | Qual. Euro 2016                                                                     | -                                                                                   |                                                                                     |
| 13-11-2015                                                                          | Zenica                                                                              | Bosnia ed Erzegovina                                                                | 1 – 1                                                                               | Irlanda                                                                             | Qual. Euro 2016                                                                     | -                                                                                   |                                                                                     |
| 16-11-2015                                                                          | Dublino                                                                             | Irlanda                                                                             | 2 – 0                                                                               | Bosnia ed Erzegovina                                                                | Qual. Euro 2016                                                                     | -                                                                                   | 20’                                                                                 |
| 29-3-2016                                                                           | Zurigo                                                                              | Svizzera                                                                            | 0 – 2                                                                               | Bosnia ed Erzegovina                                                                | Amichevole                                                                          | -                                                                                   | 79’                                                                                 |
| 29-5-2016                                                                           | San Gallo                                                                           | Spagna                                                                              | 3 – 1                                                                               | Bosnia ed Erzegovina                                                                | Amichevole                                                                          | 1                                                                                   | 45+1’                                                                               |
| 6-9-2016                                                                            | Zenica                                                                              | Bosnia ed Erzegovina                                                                | 5 – 0                                                                               | Estonia                                                                             | Qual. Mondiali 2018                                                                 | 2                                                                                   |                                                                                     |
| 7-10-2016                                                                           | Bruxelles                                                                           | Belgio                                                                              | 4 – 0                                                                               | Bosnia ed Erzegovina                                                                | Qual. Mondiali 2018                                                                 | -                                                                                   |                                                                                     |
| 10-10-2016                                                                          | Zenica                                                                              | Bosnia ed Erzegovina                                                                | 2 – 0                                                                               | Cipro                                                                               | Qual. Mondiali 2018                                                                 | -                                                                                   |                                                                                     |
| 13-11-2016                                                                          | Atene                                                                               | Grecia                                                                              | 1 – 1                                                                               | Bosnia ed Erzegovina                                                                | Qual. Mondiali 2018                                                                 | -                                                                                   | 10’ 70’                                                                             |
| 28-5-2018                                                                           | Zenica                                                                              | Bosnia ed Erzegovina                                                                | 0 – 0                                                                               | Montenegro                                                                          | Amichevole                                                                          | -                                                                                   | 17’                                                                                 |
| Totale                                                                              |                                                                                     | Presenze (3º posto)                                                                 | 94                                                                                  |                                                                                     | Reti (11º posto)                                                                    | 6                                                                                   |                                                                                     |